# Oost-Thürings voetbalkampioenschap 1923/24
In 1923/24 werd het tiende voetbalkampioenschap van Oost-Thüringen gespeeld, dat georganiseerd werd door de Midden-Duitse voetbalbond. Het was het eerste kampioenschap na 1918, de voorbije jaren fungeerde de competitie als tweede klasse onder de Kreisliga Thüringen. Na 1923 werd de Kreisliga ontbonden en werd de vooroorlogse competitie in ere hersteld, nu als Gauliga Ostthüringen. Vijf clubs speelden het voorgaande jaar reeds in de Kreisliga, aangevuld met de top drie van de Kreisklasse Ostthüringen. 
1. Jenaer SV 03 werd kampioen en plaatste zich voor de Midden-Duitse eindronde. De club versloeg FC Wacker 1910 Gera en verloor dan van Naumburger SpVgg 05.
SpVgg 1911 Jena speelde vorig jaar als SpVgg 1908 Jena. Het is onbekend of dit een historische fout is of dat de club van naam veranderde naar een fusie. Er bestond ook een club VfB 1911 Jena, maar deze zou later nog naar de hoogste klasse promoveren en bestond dus nog steeds. 

## Gauliga
| Plaats | Club                   | Wed. | W  | G | V | Saldo | Ptn.  |
| ------ | ---------------------- | ---- | -- | - | - | ----- | ----- |
| 1.     | 1. Jenaer SV 03        | 11   | 10 | 1 | 0 | 36:3  | 21:1  |
| 2.     | SC 1903 Weimar         | 14   | 7  | 2 | 5 | 35:33 | 16:12 |
| 3.     | SpVgg 1911 Jena        | 14   | 3  | 6 | 5 | 17:21 | 12:16 |
| 4.     | BC 1903 Vimaria Weimar | 11   | 4  | 2 | 5 | 24:23 | 10:12 |
| 5.     | SV Kahla 1910          | 13   | 3  | 4 | 6 | 15:25 | 10:16 |
| 6.     | SC Apolda              | 9    | 4  | 1 | 4 | 16:25 | 9:9   |
| 7.     | VfB 1910 Apolda        | 14   | 4  | 1 | 7 | 15:20 | 9:19  |
| 8.     | VfB Rudolstadt         | 10   | 3  | 1 | 6 | 13:21 | 7:13  |

|  | Kampioen, geplaatst voor Midden-Duitse eindronde |
|  | Degradatie                                       |